# Michelle Göbel
Michelle Göbel (* 18. Februar 2004) ist eine ehemalige deutsche Skispringerin.

## Werdegang
Michelle Göbel startete international zum ersten Mal am 24. Februar 2018 in Planica im Alpencup, wo sie den 15. Platz belegte. Seitdem nahm sie regelmäßig an Wettbewerben des Alpencubs teil und debütierte außerdem am 3. und 4. August 2019 in Ljubno mit den Plätzen 22 und 13 im FIS-Cup.
Daraufhin startete Göbel am 21. und 22. September 2019 in Stams erstmals im Continental Cup, wo sie den 27. und 35. Platz erreichte und damit direkt ihre ersten Continental-Cup-Punkte erlangte. Ihre besten Platzierungen im Continental Cup bisher (Stand März 2022) waren zwei fünfte Platz in Brotterode am 8. Februar 2020 und in Notodden am 17. Dezember 2021.  Bei den Nordischen Junioren-Skiweltmeisterschaften 2020 in Oberwiesenthal wurde sie im Einzelspringen 21. Im Mannschaftsspringen der Juniorinnen gewann sie gemeinsam mit Pia Lilian Kübler, Josephin Laue und Selina Freitag Bronze.
In der Gesamtwertung des Continental-Cups 2020/21 belegte sie den zwölften Platz. Bei den Nordischen Junioren-Skiweltmeisterschaften 2021 im finnischen Lahti wurde sie im Einzelspringen 32. Im Mannschaftsspringen der Juniorinnen wurde sie mit der deutschen Staffel Fünfte.
Bei den Nordischen Junioren-Skiweltmeisterschaften 2022 im polnischen Zakopane wurde sie im Einzelspringen Zehnte. Im Mannschaftsspringen der Juniorinnen gewann sie gemeinsam mit Christina Feicht, Anna-Fay Scharfenberg und Pia Lilian Kübler die Bronzemedaille. Im Mixed-Teamwettbewerb wurde sie mit der deutschen Staffel Sechste. In der Saison 2022/23 gewann Göbel im rumänischen Râșnov ihre ersten Weltcuppunkte. Ansonsten nahm sie überwiegend an Wettbewerben des Continental Cups an, deren Winterwertung sie gewinnen konnte.
Im April 2023 gab Göbel im Alter von 19 Jahren ihr Karriereende bekannt.

## Statistik

### Weltcup-Platzierungen
| Saison  | Platz | Punkte |
| ------- | ----- | ------ |
| 2022/23 | 44.   | 023    |

### Grand-Prix-Platzierungen
| Saison | Platz | Punkte |
| ------ | ----- | ------ |
| 2022   | 49.   | 008    |

### Continental-Cup-Platzierungen
| Saison  | Platz | Punkte |
| ------- | ----- | ------ |
| 2019/20 | 16.   | 162    |
| 2020/21 | 12.   | 047    |
| 2021/22 | 33.   | 115    |
| 2022/23 | 03.   | 490    |